# Кременецьке медичне училище імені Арсена Річинського
Кременецький медичний фаховий коледж імені Арсена Річинського — вищий навчальний заклад другого рівня акредитації у м. Кременець Кременецького району Тернопільської області. Засновано в 1940 році органами СРСР на окупованих територіях західної України.

## Історія
Улітку 1940 в Кременці органи СРСР відкрили фельдшерсько-акушерську школу (нині медичне училище) для потреб військових шпиталів окупаційних угруповань армії СРСР на кордоні з німецькою зоною окупації Польщі. Рішення ухвалено президією Тернопільського облвиконкому 15 липня 1940 — «Про організацію фельдшерсько-акушерської школи в Тернополі» на вулиці Костюшка.
У газеті «Вільне життя» за 13 серпня 1940 року розміщено оголошення про набір учнів на перший курс фельдшерсько-акушерської школи, яку відкривали в Тернополі з 1 вересня. Але з певних причин школа не змогла розміститися у Тернополі, тому її перевели у Кременець. Школа мала два відділення, навчалось 240 учнів, було 8 викладачів.
Після початку війни між Німеччиною та СРСР навчальний заклад припинив роботу. Після реокупації Кременця сталінськими військами восени 1944 року його знову відкрили.
До 1949 року термін навчання у школі був 3 роки і готували тут акушерок і фельдшерів-акушерів. А набір учнів 1948 року мав термін навчання 4 роки, а спеціальність після закінчення школи — фельдшер-акушер.
Першим директором працювала прислана з Росії К. Я. Ларькіна, а її заступником також росіянка О. О. Рудова. Згодом Є. Ф. Попенко, Є. Я. Пінчук, К. І. Литвинович, А. Ф. Озєров.
З 1 вересня 1951 року, згідно з наказом № 780 МОЗ Української РСР, відкрили медсестринське відділення з дворічним терміном навчання. У березні 1953 року директором училища призначили Г. К. Войтко. Вона була шостим післявоєнним директором і керувала закладом більше 27 років. Згідно з даними архівних документів навчальний корпус у той час був 3-поверховим будинком, де розміщувалися 6 класних кімнат, 6 кабінетів-лабораторій (анатомо-фізіологічний, акушерсько-хірургічний, фармакологічний, фізичний, біологічний, військовий), бібліотека з читальною кімнатою, комсомольська кімната, зал для зібрань, учительська кімната та інші приміщення.
Відповідно до наказу Міністерства охорони здоров'я № 404 від 24. 06. 1954 року фельдшерсько-акушерську школу реорганізували у медичне училище. Оновлений навчальний заклад готував уже спеціалістів із середньою спеціальною освітою — фельдшерів, акушерок, медсестер. Відтоді набір студентів училища проводять на базі як неповної середньої, так і середньої освіти.
У 1969 році училищу передали приміщення колишнього райкому більшовицької влади на вул. Словацького, 12, де крім кабінетів адміністрації, було організовано кабінети педіатрії, фармакології, терапії, військово-медичної підготовки, а підвальне приміщення переобладнано під студентську їдальню. В навчальному корпусі № 1 на той час обладнано кабінети фізики, хімії, біології, історії, української мови і літератури, анатомії і фізіології, акушерства і гінекології, хірургії.
У згадуваний період завучами училища почергово працювали С. С. Тихоход та В. В. Бугайова, заступником директора з виховної роботи — А. В. Моргун. Студентство тих років пам'ятає висококваліфікованих викладачів В. Я. Стенно, А. М. Фальченка, В. М. Марцинюка, Ю. М. Косецьку, А. М. Горбача, В. П. Мельника, З. Д. Ковалевську, А. Ф. Кіщуна, Н. К. Гордійчук, П. М. Вітушинського, А. І. Мельничук, С. Н. Орленка, С. П. Барановського, Л. Т. Лавренюк, Г. І. Шишкова, К. Н. Дяченко, Є. М. Стародуба, С. І. Тюкова, М. І. Шведа, Н. І. Юзву, Є. Д. Мальнєву, І. М. Фальфушинського, М. Ю. Прилипка, Я. І. Борака, М. Ф. Мастібродську, Р. Н. Сагайдачного, лаборантів Н. Т. Петрань, Є. К. Попроцьку та інших. Багато з них пізніше очолювали різні служби у районній лікарні, стали викладачами Тернопільської медичної академії.
- У вересні 1980 року директором училища призначили А. Ф. Пушкаря, а завучем з 1986 року — В. М. Ляшишина. У 1985 році закінчено будівництво студентського гуртожитку на 450 місць, де відкрито спортивний комплекс.
- У 1989–1990 рр. у гуртожитку обладнано терапевтичний, педіатричний, акушерсько-гінекологічний та хірургічний блоки. 1990 року відкрито музей училища, першим завідувачем якого була викладач педіатрії Ж. Ю. Остапкевич. З 1991 до 1995 року училищем керував кандидат медичних наук С. А. Мартинчук, а з 1995 року директором призначено кандидата медичних наук П. Є. Мазура. У 1996 році заступником директора з навчальної роботи призначено О. Є. Осмолу, в 1997 р. — О. С. Тугарову (Кралюк), з виховної роботи — Т. В. Герасимович, а з 2000 року — Г. Р. Голуб
- 1996 року в училищі відкрито курси підвищення кваліфікації молодших медичних спеціалістів з 24 спеціальностей, які очолювали Н. П. Колотило, Д. С. Каранковський, а в даний час Є. Л. Горошко
- В 1999 році в гуртожитку училища обладнано очний кабінет, а також нервово-психіатричний, ЛОР, сестринської підготовки.

Новий етап історії училища пов'язаний з ім'ям Арсена Річинського — висококваліфікованого лікаря — спеціаліста, філософа, релігієзнавця, культуролога, мистецтвознавця, церковного композитора, фольклориста.
Із ініціативи відділення релігієзнавства інституту філософії ім. Г. С. Сковороди Академії наук України 22 квітня 1998 року в училищі були проведені Перші Річинські читання, у яких брали участь науковці Кременеччини, Києва, Тернополя, Володимира, Луцька, Рівного. Наукові доповіді цих читань вийшли окремим збірником «Арсен Річинський — ідеолог українського православ'я». Тоді ж було створено постійний оргкомітет Річинських читань, головою якого обрано директора училища П. Є. Мазура та порушено питання про присвоєння імені лікаря — вченого Арсена Річинського Кременецькому медичному училищу. Відповідну постанову Кабінету Міністрів України № 883 було прийнято 24 травня 1999 року.
Поява іменного навчального закладу збіглася з святкуванням Дня міста, яке кременчани відзначають з нагоди найдавнішої згадки про життя Кременця за Магдебурським правом, яке надавалось найкращим європейським містам ще з 13 століття.
У 2000 році на базі медучилища відбулись Другі Річинські читання. На них презентували перевидання книги А. Річинського «Проблеми української релігійної свідомості», що побачила світ у Тернополі. На цих читаннях також відбулася прем'єра документального фільму про А. Річинського.
У 2002 році знову ж таки у Кременці відбулися Треті Річинські читання. На стіні училища встановили меморіальну дошку на честь цього лікаря — просвітника. Учасники читань побували також у Володимирі-Волинському, де на будинку, в якому тривалий час жив і працював А. Річинський, теж встановлено пам'ятну дошку. До Третіх Річинських читань вийшло нове, вже третє видання книги «Проблеми української релігійної свідомості». Матеріали читань були опубліковані в альманасі «Духовність народові».
У вересні 2004 року на базі інституту філософії НАН України в Києві відбулися Четверті Річинські читання.
В училищі для найкращих студентів з 2004 року засновано іменну стипендію імені Арсена Річинського. Директор училища П. Є. Мазур та заступник з навчальної роботи О. С. Кралюк нагороджені ювілейною медаллю «Духовність — народу», директора училища в 2007 році обрано Почесним науковим співробітником відділення релігієзнавства інституту філософії ім. Г. С. Сковороди НАН України.
За останні роки підвищилась педагогічна майстерність викладачів. Цьому сприяють конференції, семінари, участь у міжнародних конкурсах. Директор училища є автором 119 друкованих робіт, чотирьох підручників для студентів вищих навчальних закладів І-IV рівнів акредитації, чотирьох посібників та 16 раціоналізаторських пропозицій та патенту на винахід. В училищі працюють викладачі з багаторічним стажем і молоді талановиті спеціалісти — 67% з вищою та першою категорією, 49% мають звання старший викладач, науковий ступінь мають: кандидат медичних наук П. Є. Мазур, кандидат біологічних наук Л. О. Кравчук. А всього в училищі працює 50 викладачів, які беруть участь у науковій та науково-дослідницькій роботі.
На даний час в училищі навчаються 464 студенти на лікувальному, акушерському та медсестринському відділеннях. З 1994 року частина студентів навчається на контрактній основі. До послуг студентів нові сучасні аудиторії, кабінети клінічних дисциплін, комп'ютерні кабінети, бібліотека з читальним залом на 30 місць та книжковим фондом — понад 30 тисяч примірників.
В училищі працює 25 предметних гуртків: 12 клінічних, 13 загальноосвітніх. Студенти беруть активну участь у конкурсах науково-пошукових робіт.
У вісьмох колективах художньої самодіяльності задіяно 109 студентів, у спортивних секціях — 163 студенти. Традиційно проводять в училищі День знань, свято білого халата, День студента, конкурси професійної майстерності «Найкращий за фахом» та інші заходи. В обласному огляді-конкурсі художньої самодіяльності три роки поспіль училище посідає друге місце серед 17 ВНЗ першого та другого рівнів акредитації, в 2008 році хоровому колективу присвоєно звання народного аматорського колективу профспілок України. У 2008 році хор став лауреатом гран-прі всеукраїнського фестивалю мистецтв «Ліра Гіппократа 2008» та дипломантом II всеукраїнського фестивалю колядок та щедрівок в Острозі.
У 2008 році оновлено і розширено експозицію музейного куточка, присвяченого життю і творчості Арсена Річинського. В обласному огляді-конкурсі музей училища здобув диплом II ступеня.

## Відділення
Набір студентів за спеціальністю відбувається на базі неповної середньої освіти в кількості 60 осіб.
В 1990 році відкрито музей училища, в якому висвітленні матеріали про перших завідувачів відділенням — Моргун А. В., Цибульський В. З., Колотило Н. П.. З 1996 року відділення очолював старший викладач, спеціаліст вищої категорії Єрьомін В. І., а з 2011 року Кузьмінчук Н. М.
Сьогодні на відділенні навчається 248 студентів. Підготовка фельдшерів для лікувально-профілактичних закладів України здійснюються висококваліфікованими викладачами, на відділенні працюють 42 штатних викладачі, серед яких 2 кандидати наук, 26 спеціалістів вищої категорії. Навчальний процес забезпечують 7 циклових (предметних) комісій.
До послуг студентів є 16 кабінетів і 7 лабораторій, обладнаних на сучасному рівні, 2 комп'ютерних класи, під'єднаних до інтернету, 10 навчальних кімнат в лікувально-профілактичних закладах міста.
У гуртожитку обладнанні профільні кафедри по всіх клінічних предметах, в яких відбувається навчання студентів на високому фаховому рівні з використанням нетрадиційних та активних форм навчання. Викладання проводиться на основі сучасних технологій навчання і моделювання виробничих ситуацій, комп'ютеризації, міжпредметної інтеграції, широко впроваджуються мультимедійні лекції з метою найкращого формування творчої особистості, гуманного відношення до пацієнтів.
Викладачі відділення беруть активну участь у написанні підручників, посібників, методичних рекомендацій, друкують наукові статті в фахових журналах і методичних збірниках, виступають з презентаціями на науково-практичних конференціях, нарадах, методичних об'єднаннях, займаються науково-дослідною роботою з залученням до неї студентів. Широко висвітлюється життя відділення в місцевій пресі як викладачами, так і студентами.
Висока фахова підготовка фельдшерів підтверджується тим, що на обласних змаганнях «Найкращий за фахом» призові місця постійно займають випускники нашого училища. Серед випускників училища відомі лікарі, професори, академіки, головні лікарі, завідувачі кафедр вишів країни.
Практичною базою для студентів училища є Кременецька центральна районна клінічна лікарня.

## Відділення «Медсестринсько-акушерське»
Першими завідувачами відділення були мудрі педагоги: Моргун А. В., Колотило В. П., Осмола О. Є. З 1985 р. по 2000 рік відділення очолював викладач-методист, відмінник охорони здоров'я України Клим М. В.
З 2001 року завідувачем медсестринсько-акушерського відділення є викладач-методист Левчук В. А. За роки існування відділення підготовлено 1986 акушерок та 1810 медичних сестер. Сьогодні на відділенні навчається 212 студентів.
Високий рівень викладання, підготовку висококваліфікованих медичних сестер та акушерок для лікувально-профілактичних закладів України здійснюють 36 штатних викладачів, серед яких — 2 кандидати наук, 11 викладачів-методистів, 20 спеціалістів вищої категорії. На відділенні навчально-виховний процес забезпечується 7 цикловими (предметними) комісіями.
До послуг студентів 14 кабінетів і 5 лабораторій, обладнані згідно з сучасними вимогами, 2 комп'ютерні класи, під'єднані до інтернету, а також 10 навчальних кімнат у лікувально-профілактичних закладах міста Кременця.
Викладачі відділення широко впроваджують інноваційні технології в навчальний процес, використовують нетрадиційні та активні форми проведення занять, а саме: брейн-ринг, ділова гра, консиліум, конференція, КВК, інсценізація, рольова гра.
Викладання проводиться на основі сучасних технологій навчання і моделювання виробничих ситуацій, інформаційних технологій на основі комп'ютеризації, міжпредметної інтеграції, сенситивного тренінгу, особистісно орієнтованого навчання, формування творчої особистості з почуттям милосердя, доброти та любові до ближнього.
Викладачі відділення беруть активну участь у написанні підручників, посібників, методичних рекомендацій, друкують наукові статті в фахових журналах та методичних збірниках, виступають з презентаціями на науково-практичних конференціях, семінарах, методичних об'єднаннях, нарадах, займаються науково-дослідною роботою і залучають до неї студентів.
Висока фахова підготовка медичних сестер підтверджується успіхами наших студентів в регіональних та Всеукраїнських конкурсах професійної майстерності «Найкраща за фахом» та «Ескулап-професіонал». Дипломантами конкурсу були медичні сестри: Глінська Н., Дмитрів Ю., Костюк О.
Наша основна мета — це підготовка високопрофесійного медичного спеціаліста з глибокими знаннями та професійними вміннями, який відповідає сучасним вимогам практичної медицини та всім стандартам якості підготовки медичних сестер та акушерок.

## Випускники
За роки існування з училища вийшло понад 7 тисяч висококваліфікованих фельдшерів, акушерок, медичних сестер, тому назвати імена більшості з них немає можливості. Саме життя дає оцінку випускникам училища. На всеукраїнському конкурсі фахової майстерності «Ескулап — професіонал» у 2008 році друге місце в Україні виборола випускниця училища 2006 року Інна Голуб (Кузьміна). У 2009 році на тому ж конкурсі четверте місце в Україні посіла випускниця 2006 року Наталя Кисіль. Обидві працюють медичними сестрами в [[Кременецькій райлікарні.
Серед випускників керівники лікувально-профілактичних закладів області: Г. І. Корицький, Є. М. Шевчук, О. М. Гулько, заступники головних лікарів М. Ф. Сидорук, С. А. Резнік, доктори та кандидати медичних наук О. В. Панасюк, А. Г. Шульгай, П. М. Ляшук, І. Б. Тріль, Н. Д. Лобанова, які працюють у вищих навчальних закладах III-IV рівнів акредитації різних регіонів України. Згадувані вище кандидати наук, які працюють в училищі, директор П. Є. Мазур та викладач біології Л. О. Кравчук, теж випускники училища.
Чимало випускників відділення на сьогодні є відомими лікарями, мають наукові звання та досягнення, багато з них стали старшими медичними сестрами та акушерками в лікувально-профілактичних закладах області та України. Серед відомих випускників є, зокрема:
- письменник Петро Сорока